# Vicia abbreviata
Vicia abbreviata — вид квіткових рослин з родини бобових (Fabaceae). Ареал охоплює такі країни: Вірменія, Австрія, Азербайджан, Грузія, Німеччина, Іран, Чорногорія, Північна Македонія, Румунія, Росія, Сербія, Туреччина (Туреччина в Азії), Україна; ймовірно вимер у Болгарії.

## Середовище
Висота проживання: 100–2400 метрів. Цей вид зустрічається в гірських лісах, зокрема в хвойних і листяних лісах та на лісових узліссях. Немає відомих загроз для цього виду. Він зустрічається у відкритих лісових середовищах, які є стабільними в межах ареалу.